# Рогов, Александр Максимович
Александр Максимович Рогов (1 июля 1920 — 10 сентября 2000) — советский футболист, тренер.

## Биография
В футбол начал играть в 1934 году в юношеской команде «Звезды» (Пермь), через три года стал играть в основном составе. С 1948 года — игрок «Динамо» (Молотов). С 1949 года — тренер команды, здесь его воспитанником был Генрих Федосов.
В 1950 году стал старшим тренером команды «Урал» Молотов. В 1953 году окончил школу тренеров при ГЦОЛИФК., два года тренировал СК «Молот».
В 1955—1961, 1963—1967 — старший тренер пермской «Звезды». В июле 1961—1962 — старший тренер команды «Трудовые резервы» (Курск).
В 1963 году окончил Центральный московский институт физической культуры.
В 1968—1969 — старший тренер «Кировца» (Пермь), выступавшего в 5 зоне класса «Б». В дальнейшем тренировал юношеские команды в СК «Энергия» (Пермь).
В 1993 году, в возрасте 73 лет — главный тренер возрождённой команды «Динамо» Пермь, в следующем сезоне — тренер-консультант.